# Michele Granger
Michele Granger (Alaska, 15 januari 1970) is een Amerikaans softbalster en olympisch kampioene. Ze won in 1996 een gouden medaille op de Olympische Zomerspelen.

## Olympische Spelen
Hoewel ze woonde en werkte in Alaska, was Granger wel in staat op mee te doen met de Olympische Zomerspelen 1996 in Atlanta. Ze won een gouden medaille op die Spelen.
| Logo van de Olympische Spelen | Goud | Zilver | Brons | Logo van de Olympische Spelen |
|                               | 1    | 0      | 0     |                               |